# Густаво Фернандес
Густаво Фернандес (ісп. Gustavo Fernández, нар. 16 лютого 1952) — уругвайський футболіст, що грав на позиції воротаря. Виступав, зокрема, за клуби «Севілья» та «Пеньяроль», а також національну збірну Уругваю.
Чемпіон Уругваю. 

## Клубна кар'єра
У дорослому футболі дебютував 1973 року виступами за команду «Рентістас», яка виступала в Прімера Дивізіоні Уругваю. 
Своєю грою за цю команду привернув увагу представників тренерського штабу клубу «Севілья», до складу якого приєднався 1975 року. За чотири сезони в складі клубу з Севільї зіграв 56 матчів в еліті іспанського футболу. Протягом 1980—1981 років захищав кольори клубу «Реал Мурсія», за який провів 11 поєдинків.
1982 року перейшов до клубу «Пеньяроль», за який відіграв 2 сезони. У 1982 році у футболці «Орінегрос» виграв чемпіонат Уругваю, Кубок Лібертадорес та Міжконтинентальний кубок. Наступного року разом зі своєю командою став фіналістом Кубку Лібертадорес, де уругвайці поступилися бразильському «Греміо» (Порту-Алегрі). Завершив професійну кар'єру футболіста у 1984 році.

## Виступи за збірну
23 березня 1974 року дебютував у футболці національної збірної Уругваю. У складі збірної був учасником чемпіонату світу 1974 року у ФРН (не зіграв жодного поєдинку), розіграшу Кубка Америки 1983 року у різних країнах, здобувши того року титул континентального чемпіона. Востаннє футболку національної команди одягав 8 травня 1974 року.
Загалом протягом кар'єри у національній команді, яка тривала 1 рік, провів у її формі 6 поєдинків, пропустивши 7 м'ячів.

## Досягнення

### Клубні
«Пеньяроль»
- Прімера Дивізіон Уругваю
  -  Чемпіон (1): 1982

- Кубок Лібертадорес
  -  Володар (1): 1982
  -  Фіналіст (1): 1983

- Міжконтинентальний кубок
  -  Володар (1): 1982

### Збірна
- Кубок Америки
  -  Володар (1): 1983